# Mefjorden (Sandefjord)
 For alternative betydninger, se Mefjorden. (Se også artikler, som begynder med Mefjorden)
Mefjorden er en cirka 9 kilometer lang fjord i Sandefjord kommune i Vestfold og Telemark fylke i Norge. Den ligger mellem Østerøya og Vesterøya.
Mefjorden har en række mindre holme og skær, og er et populært område for sejlere om sommeren. Langs en stor del af kystlinjen er der hytter som ligger  helt ned i vandkanten. Flere af holmene har også hytter, blandt andet Grindholmen, Storholmen og Brattholmen.